# Young Adam
A Young Adam 2003-ban bemutatott brit erotikus filmdráma, melyet David Mackenzie rendezett. A történet alapjául Alexander Trocchi 1957-es, azonos című regénye szolgált. A film zenéjét David Byrne szerezte. A főbb szerepekben Ewan McGregor, Tilda Swinton, Peter Mullan, Ewan Stewart és Emily Mortimer látható.

## Cselekmény
A történet a skóciai Glasgowban játszódik az 1950-es években. A film egy céltalan lézengő fiú, Joe kicsapongásait követi nyomon, aki végül egy csatornákon szénszállító uszályon talál munkát.
A film egy női holttest kihalászásának képével kezdődik, a főszereplő Joe és munkáltatója, Les lelnek rá. A rendőrség nyomozásba kezd, mindenki találgat, az eset felbolygatja a város lakóit. Joe viszonyt kezdeményez Les feleségével, Ellával, aminek következményeképp Les rájuk hagyja a hajót és távozik. A nő hamar beleéli magát közös boldog életükbe, Joe viszont inkább tovább lép. Erre első alkalma akkor kínálkozik, amikor szomorú hírt kapnak, miszerint Ella testvérének férje meghalt, ezért elutaznak hozzá. Gwen, a nővér és Joe között a vonzalom az első pillanattól kezdve érezhető, ennek az érzésnek hamar testet is adnak. Miután teljesen megromlott Ella és Joe viszonya, a fiú elköltözik a hajóról és a városban keres albérletet. Hamar nem csak lakást, de a főbérlő feleségének személyében újabb szexpartnert is talál.
Mindeközben megkezdődött a női holttesttel kapcsolatos tárgyalás, ahol végül egy ártatlan embert ítélnek el. Ezt onnan tudjuk, hogy a fenti történet egyenletes folyását néhol látszólag oda nem illő jelenetek szakítják meg, amiről végül kiderül, hogy a fő cselekményszál előzményei. Eszerint Joe a gyilkos, a holtan talált lány pedig az ő volt barátnője.

## Szereplők
| Szerep        | Színész          | Magyar hang        |
| ------------- | ---------------- | ------------------ |
| Joe Taylor    | Ewan McGregor    | Zsótér Sándor      |
| Ella Gault    | Tilda Swinton    | Nagy-Kálózy Eszter |
| Les Gault     | Peter Mullan     | Kőszegi Ákos       |
| Cathie Dimly  | Emily Mortimer   | Bertalan Ágnes     |
| Gwen          | Therese Bradley  | Igó Éva            |
| Daniel Gordon | Ewan Stewart     |                    |
| Jim Gault     | Jack McElhone    |                    |
| Bill          | Stuart McQuarrie | Áron László        |
| Sam           | Rory McCann      |                    |
| Connie        | Pauline Turner   | Kisfalvi Krisztina |

## A film készítése

### Az alapmű adaptációja
Alexander Trocchi Young Adam című könyvének két változata van. Az első, az eredeti egy visszafogott szöveg, amit a kiadó javaslatára a szerző átdolgozott, mert a kiadáshoz nem tartotta elég pikánsnak. Trocchi átírta, a könyvet kiadták, és ezt a szexualitásban gazdag művet használta fel David Mackenzie rendező a film forgatókönyvének alapjául. Később, a könyv sikere után megjelent az eredeti írás is. Magyarul egyik változat sem olvasható.
Mackenzie három éven keresztül dolgozott a forgatókönyvön. Amikor elkészült vele, csak hosszas keresgélés után talált filmproducert, aki vállalta volna a film elkészítését. Többször le kellett állni a munkával pénzhiány miatt, mert időközben visszaléptek a támogatók. Ewan McGregor hét év után ebben a filmben vállalt újra szerepet Skóciában, ez egyfelől biztosíték volt a sikerre, így végül 2003-ra valósult meg a film. A színészek és a rendező között nagy volt a bizalom és az egyetértés, hűek akartak maradni a regényhez, ami pedig kendőzetlenül mutatja a szexuális aktusokat. Mackenzie egyik interjújában nyilatkozik így: „Nem az volt a célom, hogy a szexualitás egyébként is vitatható határait próbáljam kijjebb tolni, sokkal inkább, hogy olyan őszintén ábrázoljam, amilyen őszintén csak lehet.” Ezzel szemben csak egyetlen jelenetben láthatjuk McGregor nemiszervét, Tilda Swintont viszont annál többet szerepel meztelenül. Bizonyos jelenetekhez Ewan McGregor a feleségének jóváhagyását kérte.

### Filmes megoldások
A filmet végig kísérik az úgynevezett flashback-ek. Ezek a fő tartalmi szálba beugró kisebb jelenetek, amiknek jelentőségét csak később értjük meg, később látjuk át összefüggésében az egész történetet. A film látszólag a történet elején kezdődik, azonban mégsem. Erre csak a 80. percben jövünk rá, ugyanis ekkor találkozik Joe és Les, ekkor fogadja fel hajójára munkásnak. Itt ér össze két szál, aminek helyzete a történetben nagyjából középen van, a filmnek azonban a végén. A flashback-eken keresztül a csomópont előtti, a folyamatosan haladó szálon keresztül pedig a két szál találkozása után történt eseményeket ismerjük meg. Ez a fajta cselekmény-kibontás általában a művészfilmekre jellemző, ezt azonban mégsem sorolhatjuk közéjük.
Néhány jelenet úgy tűnik, mintha semmilyen szereppel nem bírna (ezek általában a szállítás folyamatát mutatják), pedig ezek az idő múlását hivatottak ábrázolni, a megszokott monoton élet egy-egy részét mutatják be.
Feltűnő, hogy legtöbbször nem látunk egy alakot teljes egészében. Gyakran alkalmazzák a szekond plánt, azon belül is a félközelit. Általában mellkastól felfele látjuk a szereplőket. Ebben a nézetben fejezhető ki legjobban az emberek egymáshoz való viszonya, ami ebben a filmben kifejezetten hangsúlyozott szerepet kap. Premier vagy szuper plánt akkor alkalmaztat a rendező, ha valakinek a tekintetét szeretné láttatni a filmnézővel. Ezt legtöbbször Joe figuráján alkalmazza. Kistotálos képeket ritkán látunk, legfeljebb az átkötő jeleneteknél, amik általában a hajózáshoz, konkrétan a szállításhoz köthetőek.
A fontos részeket mindig részleteiben, vagyis közeli kamraállásban láttatja velünk a film.
Nagyon erős a film képisége. Komorság, sötétség jellemző a színvilágára. Élénk színeket egyáltalán nem találunk benne. Gwen színes ruhái sem emelkednek ki jelentősen a barna környezetből. A nappali képeken csak a természet zöldje hoz változást, a szereplők azonban ekkor is szürke, vagy egyéb hasonló színű ruhákat viselnek, amik továbbra is nyomasztó érzést keltenek bennünk. Túlsúlyban a barna és kék színek és ezeknek árnyalatai vannak.
Az uszály belsejében játszódó jeleneteket tökéletesen érzékelteti velünk a film. A szűk hely, a fülledt melegség érzése a meleg tónusok bőséges alkalmazásával valósághűen megjelenik.
A kék értelemszerűen az éjszakai események színe. Természetszerűen hidegséget érezhetünk, amit az általában ekkor (is) játszódó érzelem nélküli szexjelenetek tovább fokoznak bennünk.

## Fogadtatás

### Kritikai visszhang
A film fogadtatása hasonlóan viharos volt, mint a könyvé. Még ma is sokan felháborodnak a filmen, pedig mára a szex és a szexualitás közmegítélése lazább lett 1957-hez képest. Ezzel szemben az Amerikai Egyesült Államokban a legtöbb helyen a szigorú cenzúra kivágatta azt a részt, amikor Ewan McGregor anyaszült meztelenül látható. Tilda Swinton alakítását nagy elismeréssel fogadta a szakma. 
A film ábrázolásmódját sokan naturalisztikusnak mondják, mások inkább csak realisztikusnak. Társadalomkritikát fogalmaz meg a mű Mackenzie szerint: „Trocchi tulajdonképpen az egész társadalmat kritizálja azzal, hogy keserű, pletykára éhes, elfojtott indulatú, lincshangulatú tömegként ábrázolja, amely az újságok hazug erkölcsei szerint él és készséggel párosítja a szexualitást a bűnténnyel. Ha kicsit is cinikusabbak vagyunk, hamar párhuzamot vonhatunk a jelen korral.” Egy másik alkalommal velősebben úgy fogalmazott, a film amorális történet a morálról.

### Díjak és jelölések
- Edinburgh-i Filmfesztivál (2003) – Legjobb film: David Mackenzie
- Brit Független Filmdíj (2003) – Legjobb rendező jelölés: David Mackenzie
- Brit Független Filmdíj (2003) – Legjobb női alakítás jelölés: Tilda Swinton
- Brit Független Filmdíj (2003) – Legjobb férfi alakítás jelölés: Ewan McGregor
- Európai Filmakadémia (2003) – Az év európai felfedezettje jelölés: David Mackenzie
- BAFTA-díj (2004) – Legjobb film
- BAFTA-díj (2004) – Legjobb rendező: David Mackenzie
- BAFTA-díj (2004) – Legjobb női alakítás: Tilda Swinton
- BAFTA-díj (2004) – Legjobb férfi alakítás: Ewan McGregor